# Frank Crandell
Frank Crandell (* um 1908 in Missouri) war ein US-amerikanischer Techniker, der 1954/1955 mit einem Oscar für technische Verdienste ausgezeichnet wurde.
Frank Crandell wurde bei den 27. Academy Awards gemeinsam mit Karl Freund mit einem Scientific/Technical Award (Class III) ausgezeichnet. Beide arbeiteten seinerzeit für die Photo Research Corporation und erhielten den Preis für „das Design und die Entwicklung eines direkt ablesenbaren Helligkeitsmessers“ (for the design and development of a direct reading brightness meter). Überreicht wurde ihnen die Auszeichnung von Lauren Bacall.
Crandell war bei einer US-Volkszählung 1940 32 Jahre alt und lebte mit seiner Frau Wilma, einem Sohn und zwei Töchtern im Contra Costa County in Kalifornien. In den Zeitschriften der Society of Motion Picture and Television Engineers, Band 55 und 56, sind Crandell, Freund sowie Lars Moen mit jeweils einem Artikel vertreten.
Darüber hinaus ist nichts weiter über das Leben und die Karriere von Frank Crandell bekannt.